# Canal 6 Navarra
Canal 6 Navarra, és un dels canals de televisió regional que existeixen a la Comunitat Foral de Navarra (Espanya). És de titularitat privada i està en funcionament des de l'any 2002. En l'actualitat (2009) és possible sintonitzar les seves emissions en la pràctica totalitat de Navarra a través de senyal analògic i també a través de l'operador ONO. Serà un dels dos canals d'àmbit regional autoritzat quan entri en funcionament a la regió la televisió digital terrestre (TDT).

## Raó social
La seu central de Canal 6 Navarra està ubicada al Polígon Industrial Plazaola d'Aizoain de Berrioplano. Compta amb unes instal·lacions de mil metres quadrats dividits en 3 plantes. A més Canal 6 Navarra compta amb una delegació a Tudela. Tots els processos de producció, des de la gravació d'imatges, l'edició i postproducció es realitzen amb tecnologia digital. La societat editora de Canal 6 Navarra és:Editora Independent de Mitjans de Navarra, SA,que pertany al grup editorial Promecal SA.